# Tiszafalva
Tiszafalva (románul: Tisa) település Romániában, a Partiumban Arad megyében.

## Fekvése
Nagyhalmágytól nyugatra, a Fehér-Körös bal partja mellett, Sövényes és Martfalva közt fekvő település.

## Története
Tiszafalva nevét 1439-ben említette először oklevél Tyzafalwa néven, mint a világosi vár tartozékát. 1477-ben Thiza, 1760–1762 között Tisza, 1909 és 1819 között Tisa, Tisza, 1913-ban Tiszafalva néven írták.
1910-ben 723 görögkeleti ortodox lakosa volt.
A trianoni békeszerződés előtt Arad vármegye Nagyhalmágyi járásához tartozott.

## Nevezetességei
- 1770-ben épült Szent Péter és Pál apostoloknak szentelt ortodox fatemploma a temetőben áll. A romániai műemlékek jegyzékén az AR-II-m-A-00654 sorszámon szerepel.[2]

## Galéria

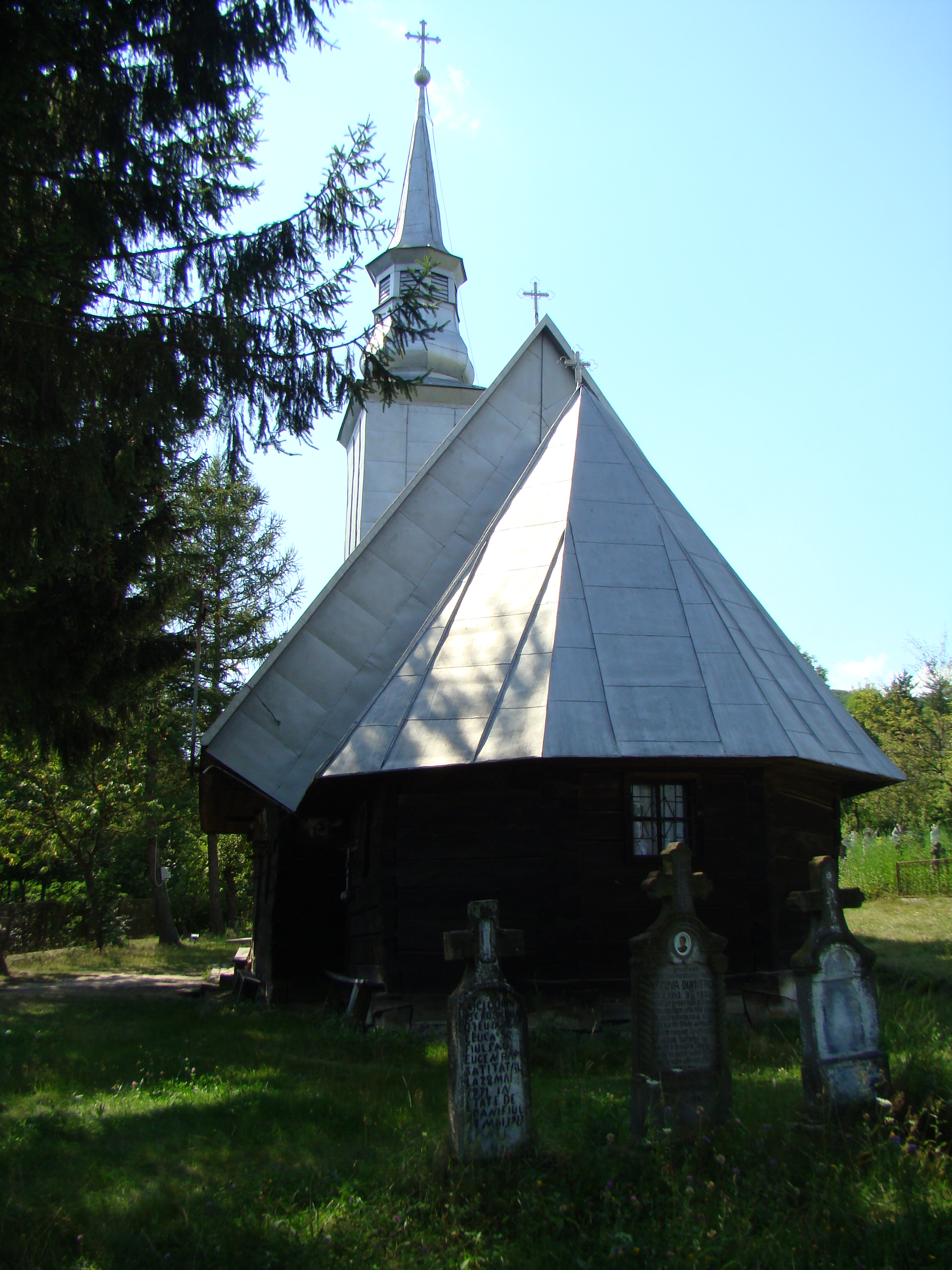
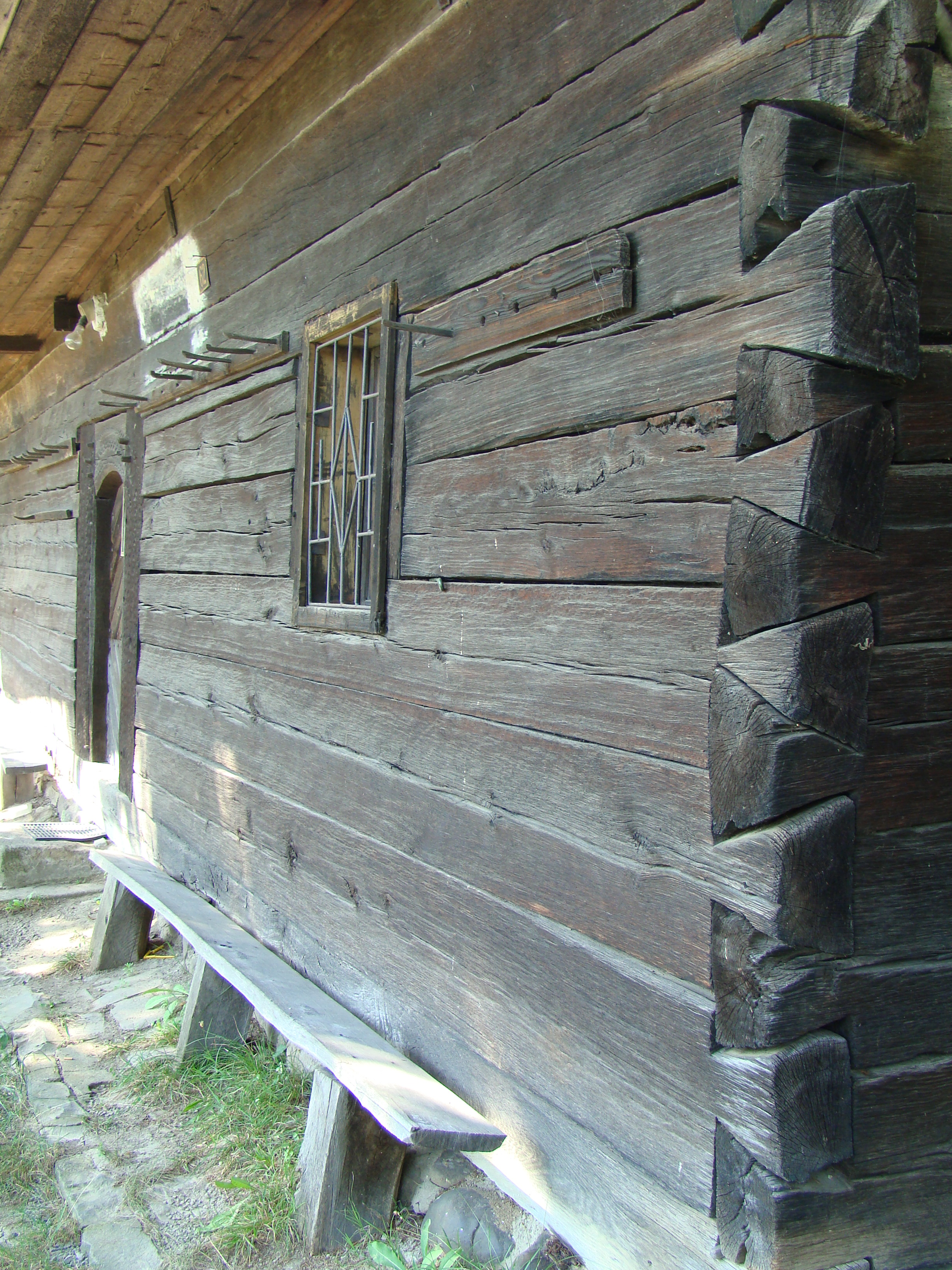
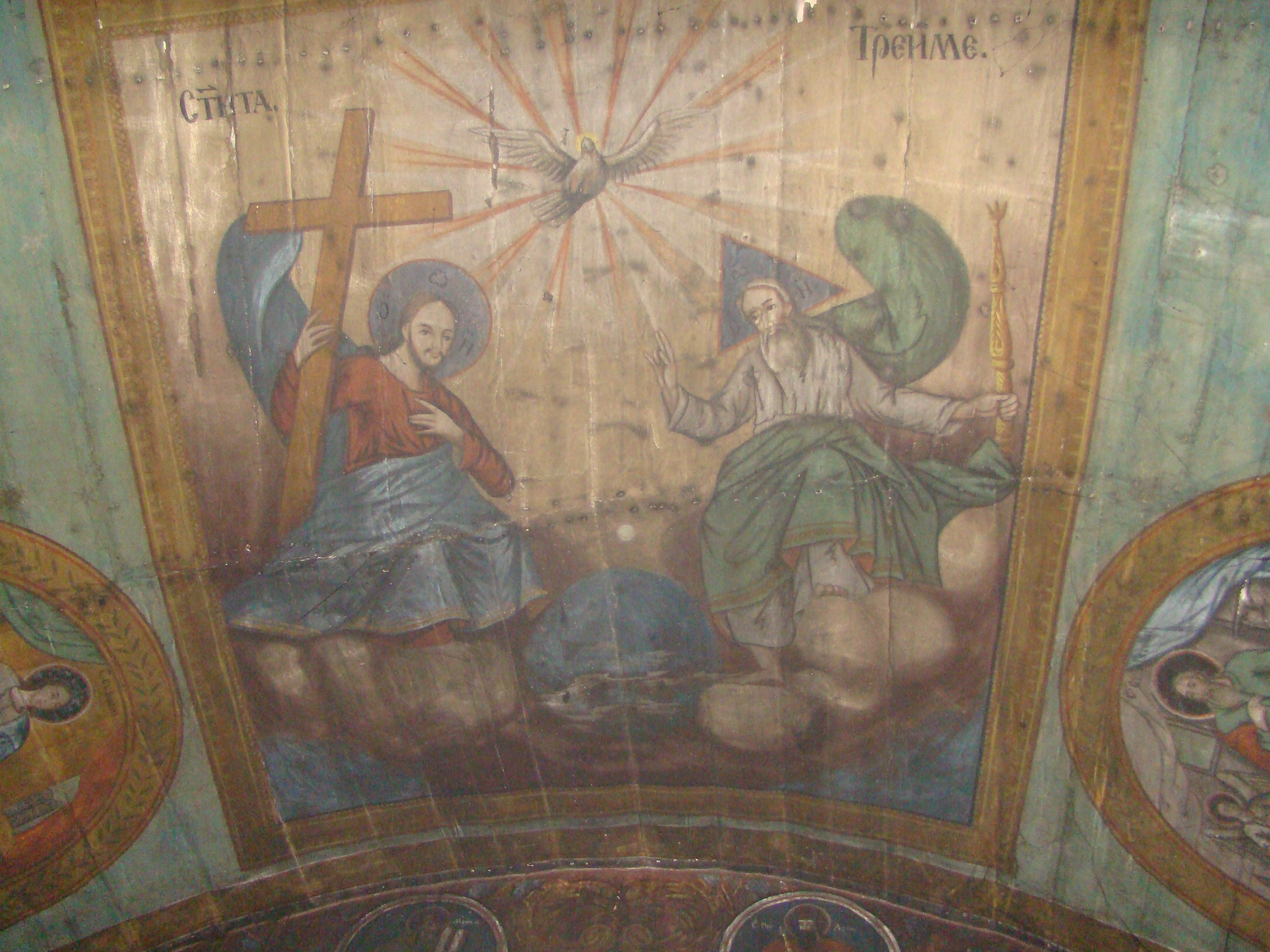
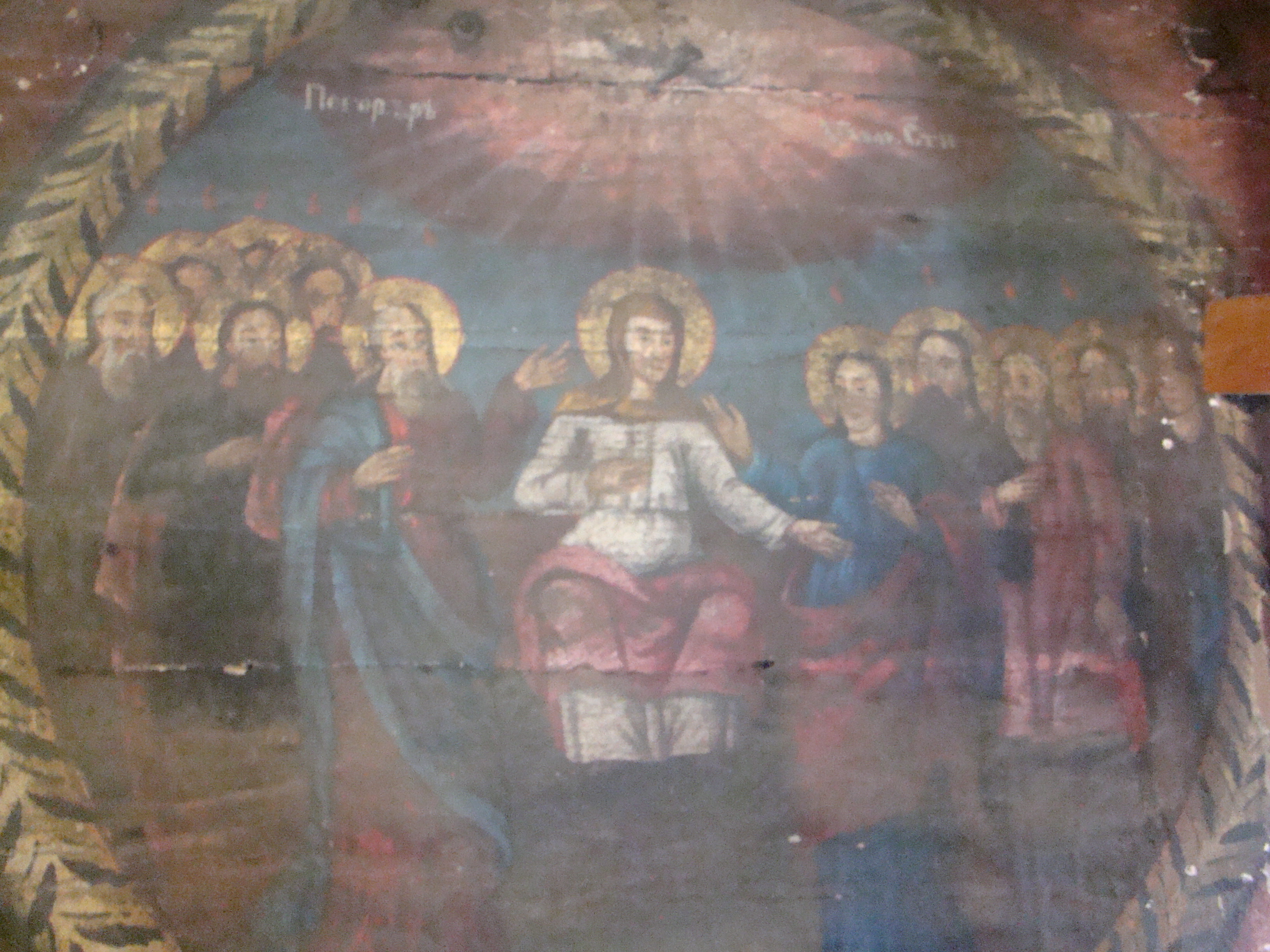
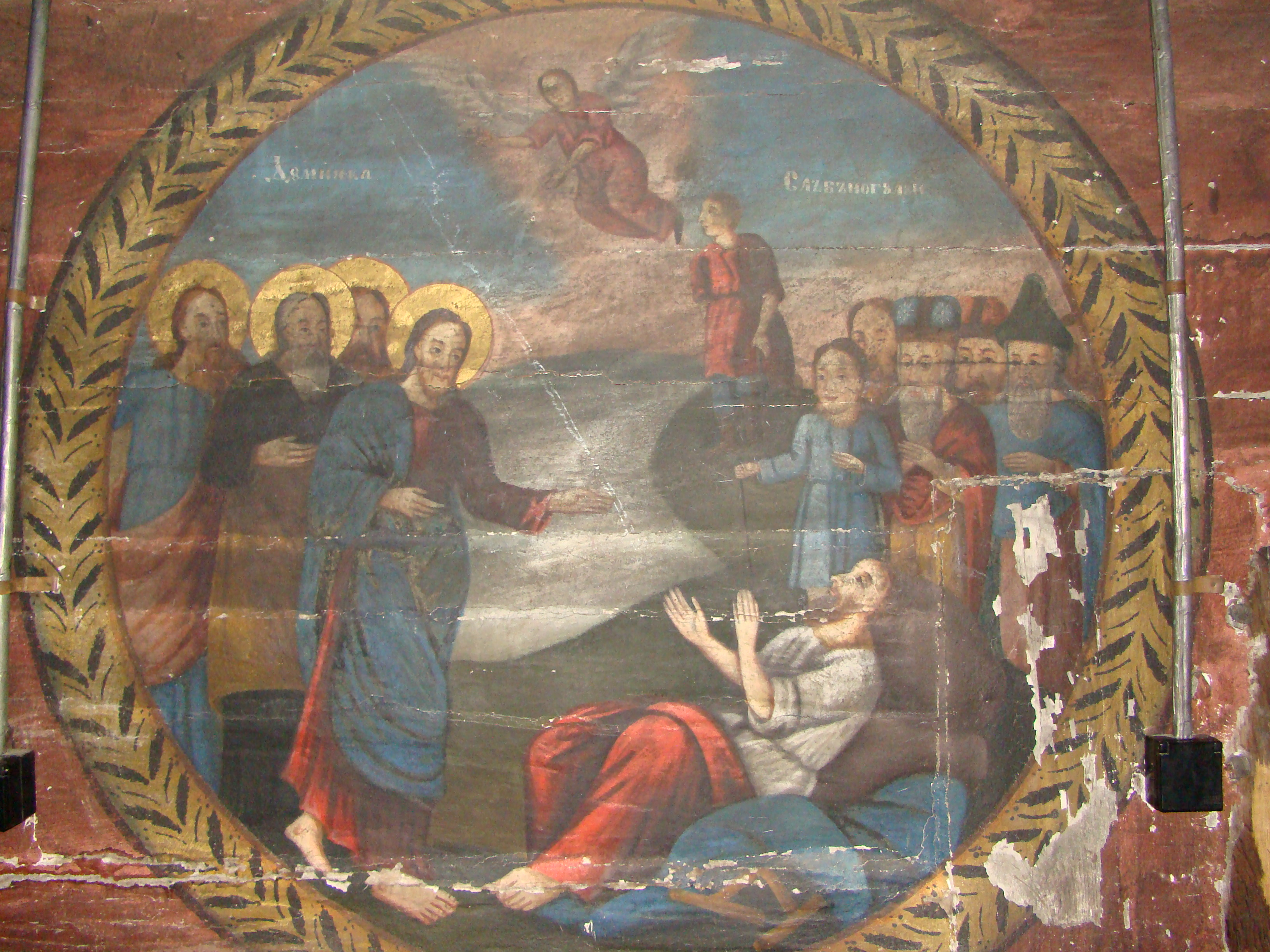